# Danse étrusque

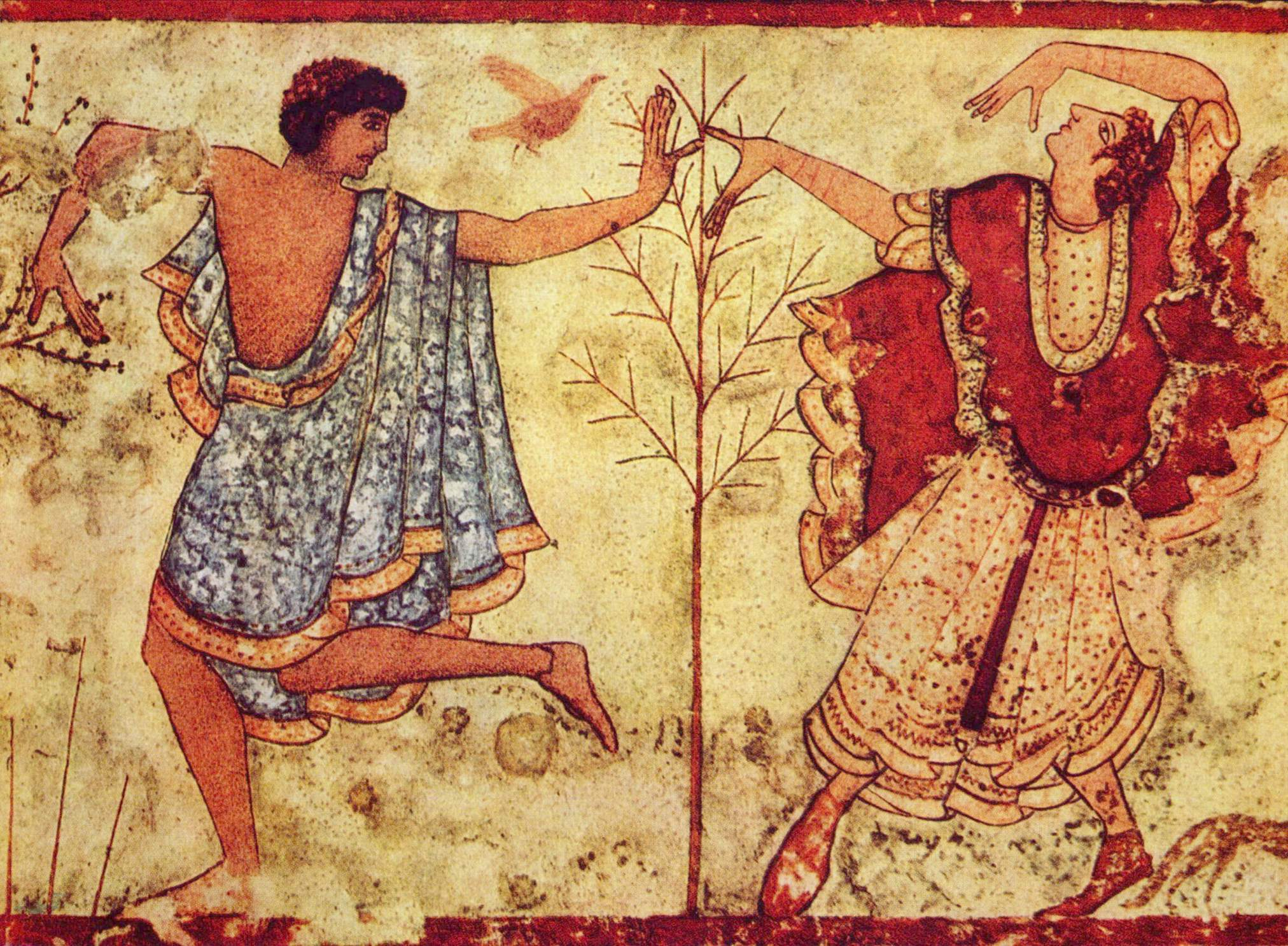
Fresque de la Tombe du Triclinium, transférée à Tarquinia.

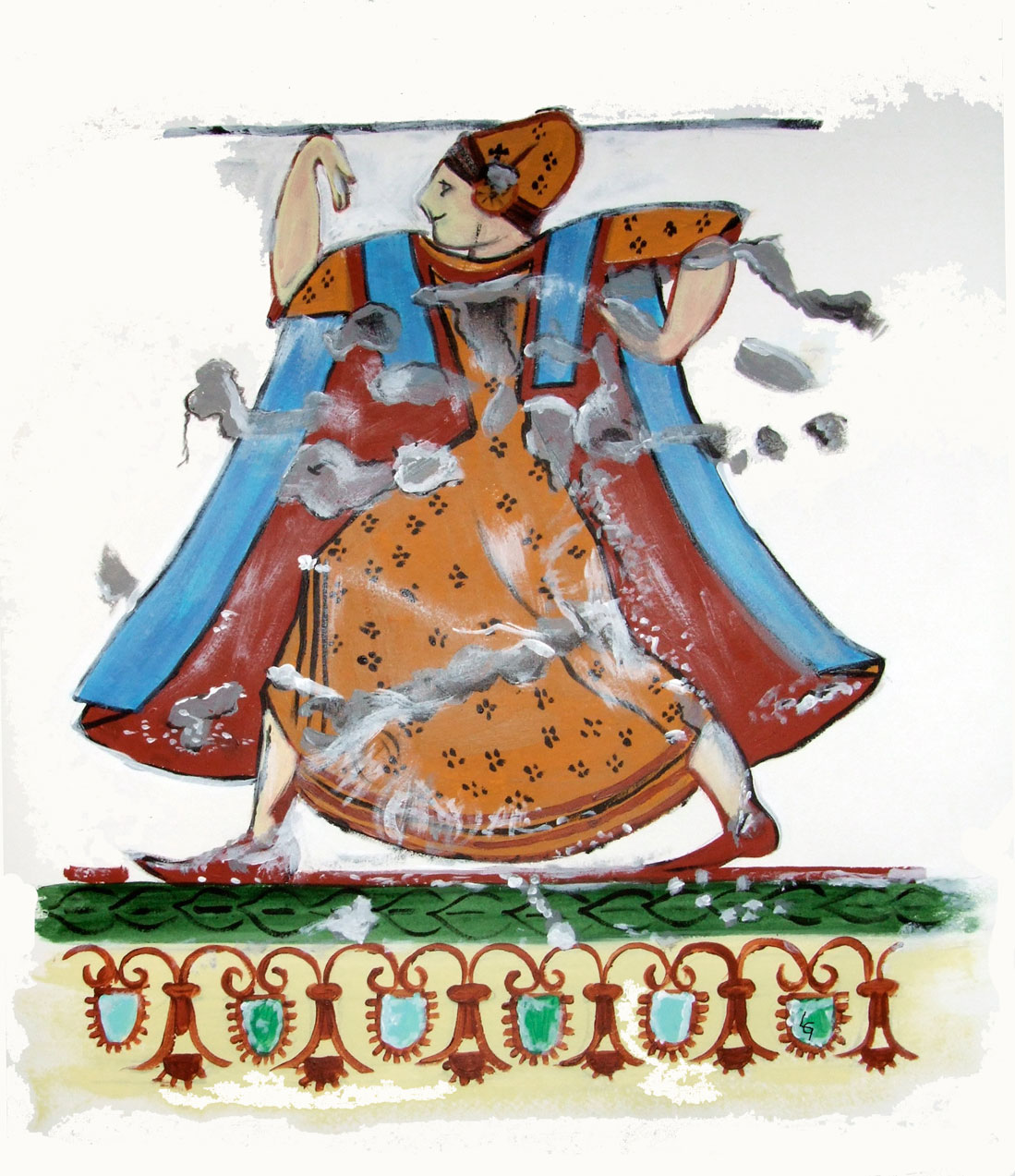
Pas glissé : vue d'artiste de la danseuse de la Tombe des Lionnes de Monterozzi, exécutant une chironomie.

La danse étrusque, comme les autres faits de la vie quotidienne chez les Étrusques et les détails de leurs arts, nous est rapportée par les fresques des tombes peintes, des fresques essentiellement consacrées à la représentation des cérémonies données à l'occasion des funérailles, accompagnant ensuite le défunt dans son voyage vers l'au-delà.
Ces traces picturales des rites étrusques (principalement des sites de la Monterozzi et de Chiusi) attestent de la présence de plusieurs danses et de plusieurs types de danseurs qui se produisaient lors des ludi scaenici  des Étrusques, et dans leurs jeux de scène à caractère rituel et religieux.

## Typologie des danses
- Certaines danses sont dites « sautées », s'y produisent les danseurs nommés ludions (dont les habits différent de ceux des Grecs : une robe plus courte et sans ceinture, rubans sur les épaules distinguant les danseurs des chanteurs).
- Le pas glissé (Tombe des Lionnes) des danseuses costumées, s'accompagne d'une chironomie par le jeu des bras et des mains en opposition (un bras levé, l'autre baissé, les mains repliées en sens contraire).
- Les danses bachiques (Tombe du Triclinium, tombe des Bacchants) voient les couples simuler la course de Silènes et de Ménades avec son ballet de l'enlèvement[1] :
L'homme (en rouge), nu, tenant une olpé, et la femme portant un voile transparent jouant des castagnettes, participent au tripudium, une danse trépignante à trois temps, où les protagonistes exécutent les mêmes mouvements en même temps, frappant le sol d'un pied, levant l'autre, et terminant par un bond simultané[2].

## Typologie des danseurs
Des représentations de ces danses sautées ont été retrouvées sur les fresques des tombe des Lionnes, tomba della Scimmia et tombe des Jongleurs de Chiusi.
D'autres personnages de danseuses habillées d'amples manteaux (chiton) sont visibles dans la Tombe des Lionnes, dont la fameuse « danseuse immobile à grands pas » portant par-dessus, un grand manteau de laine rouge foncé, à larges revers ou parements bleus, probablement issues des modes ionienne ou sybarite.
Les instruments d'époque (également attestés par leur représentation sur les fresques ou les bas-reliefs) les accompagnent : plusieurs types de flûtes comme le plagiaulos, la flûte de Pan ou syrinx, la flûte d'albâtre, et la fameuse flûte double (jouée par les subulos), accompagnées d'instruments à percussions qui étaient le tintinnabulum, le tympanum et le crotale, et aussi par des instruments à cordes tels que la lyre et la cithare,.
On ne saurait départager aussi simplement les danseurs des musiciens en voyant, sur les fresques de la Tombe du Triclinium, les porteurs et joueurs d'instruments entrant eux-mêmes dans la danse,,.

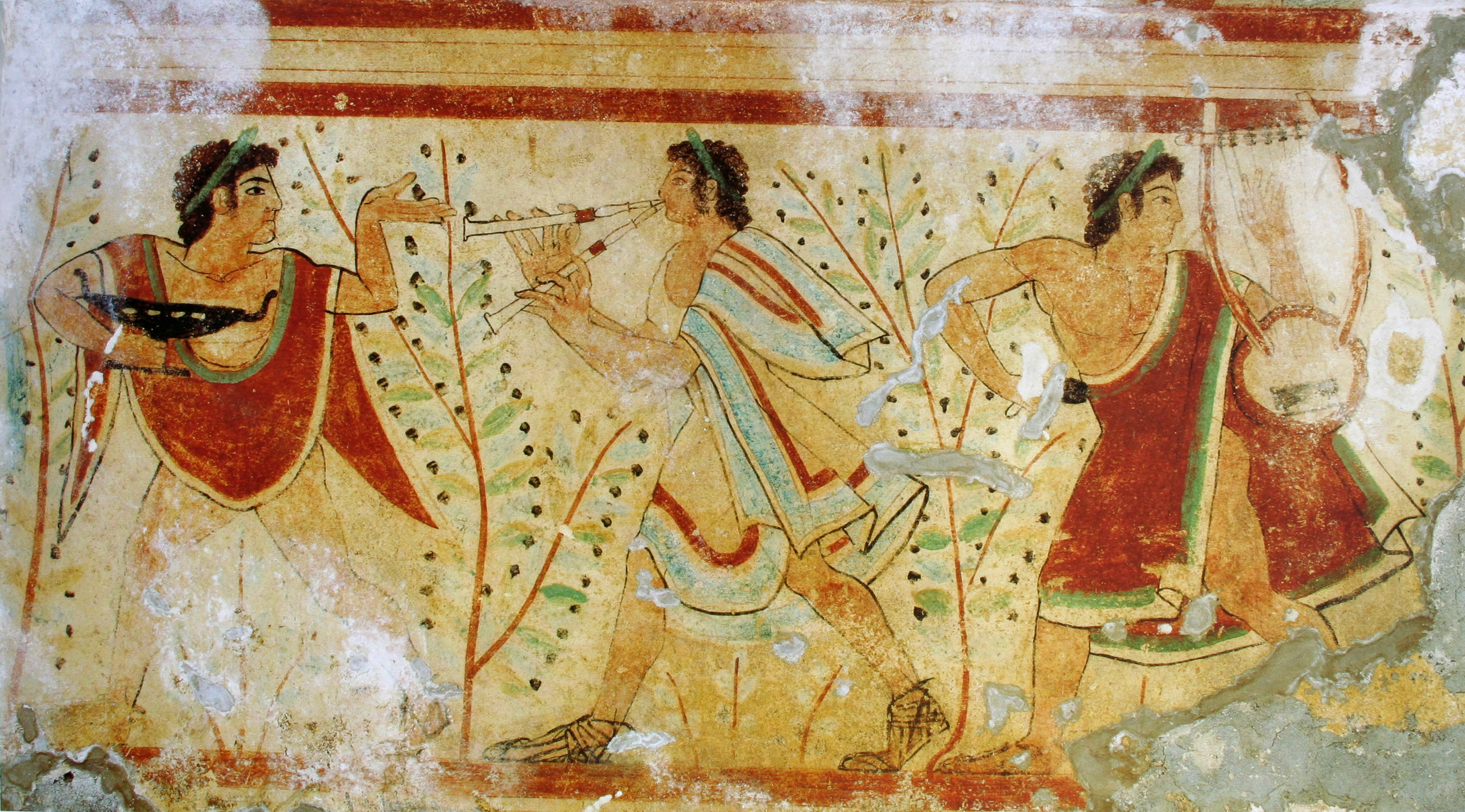
Danseur et musiciens, fresque de la Tombe des Léopards.